# INAO
INAO (Institut national de l'origine et de la qualité) er det nationale franske institut for oprindelse og kvalitet og er en institution under den franske stat, der har overopsyn med de forskellige franske kvalitetsmærkninger af primært fødevarer. Instituttets primære arbejde varetages af omkring 260 inspektører, der rejser rundt i Frankrig og sammen med producenterne sørger for, at deres produkter lever op til kvalitetskravene, således at disse kan opnå et af mærkerne for kvalitet. Mærkerne instituttet administrerer er:

## Mærkerne

### AOP/AOC
AOP/AOC er nok det mest kendte i udlandet. AOC-mærket er det oprindelige franske kvalitetsmærke for landbrugsprodukter, der er produceret indenfor et snævert afgrænset område, i henhold til traditionelle fremstillingsmetoder. AOC-mærket er således i princippet ikke afgrænset til fødevarer, men omfatter alle typer landbrugsprodukter. Mærket bruges i vid udstrækning i forbindelse med klassificering af vin, hvilket har gjort det kendt over det meste af verden. AOP-mærket et den fælleseuropæiske udgave af AOC-mærket men har den begrænsning, at det ikke inkluderer vin, idet de forskellige vinproducerende lande ikke har været sene til, at kopiere franskmændenes AOC-mærke.

### IGP
IGP (Indication Géographique Protégée) er et mærke, der ligesom AOP opnås af produkter, der bliver produceret indenfor et afgrænset geografisk område. Kravene er imidlertid ikke lige så høje, som for AOP's vedkommende med hensyn til, hvor stor en del af forarbejdningsprocessen, der skal ligge i dette område. IGP-mærket har sammen med det røde mærke sin egen kontrolorganisation: Organisme de Défense et de Gestion (ODG)

### Det røde mærke
Er et generelt kvalitetsmærke, der skal garantere forbrugerne, at det mærkede produkt opfylder visse kvalitetskrav.

### STG
STG (Spécialité Traditionnelle Garantie) er ikke et mærke, der siger noget om oprindelse, men et mærke der fortæller, at produktet er produceret på tradtionel vis eller at produktsammensætningen er traditionel.

### Agriculture Biologique
AB-mærket svarer i store træk til det danske Ø-mærke og garanterer at produktet lever op til forskellige krav om økologi.

## Interne henvisninger
- Appellation d'origine contrôlée
- Beskyttet oprindelsesbetegnelse